# Viviane Olivieira
Viviane de Olivieira (ur. 22 grudnia 1974) – brazylijska judoczka.
Uczestniczka mistrzostw świata w 1993. Startowała w Pucharze Świata w 1996, 1997, 2000 i 2004. Triumfatorka igrzysk Ameryki Południowej w 2002. Piąta na mistrzostwach panamerykańskich w 2002 roku.